# Monzonita

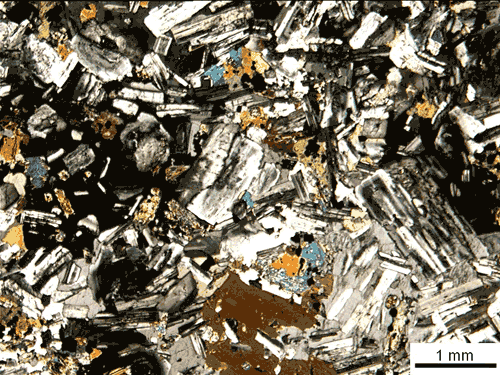
Fotomicrografia de monzonita

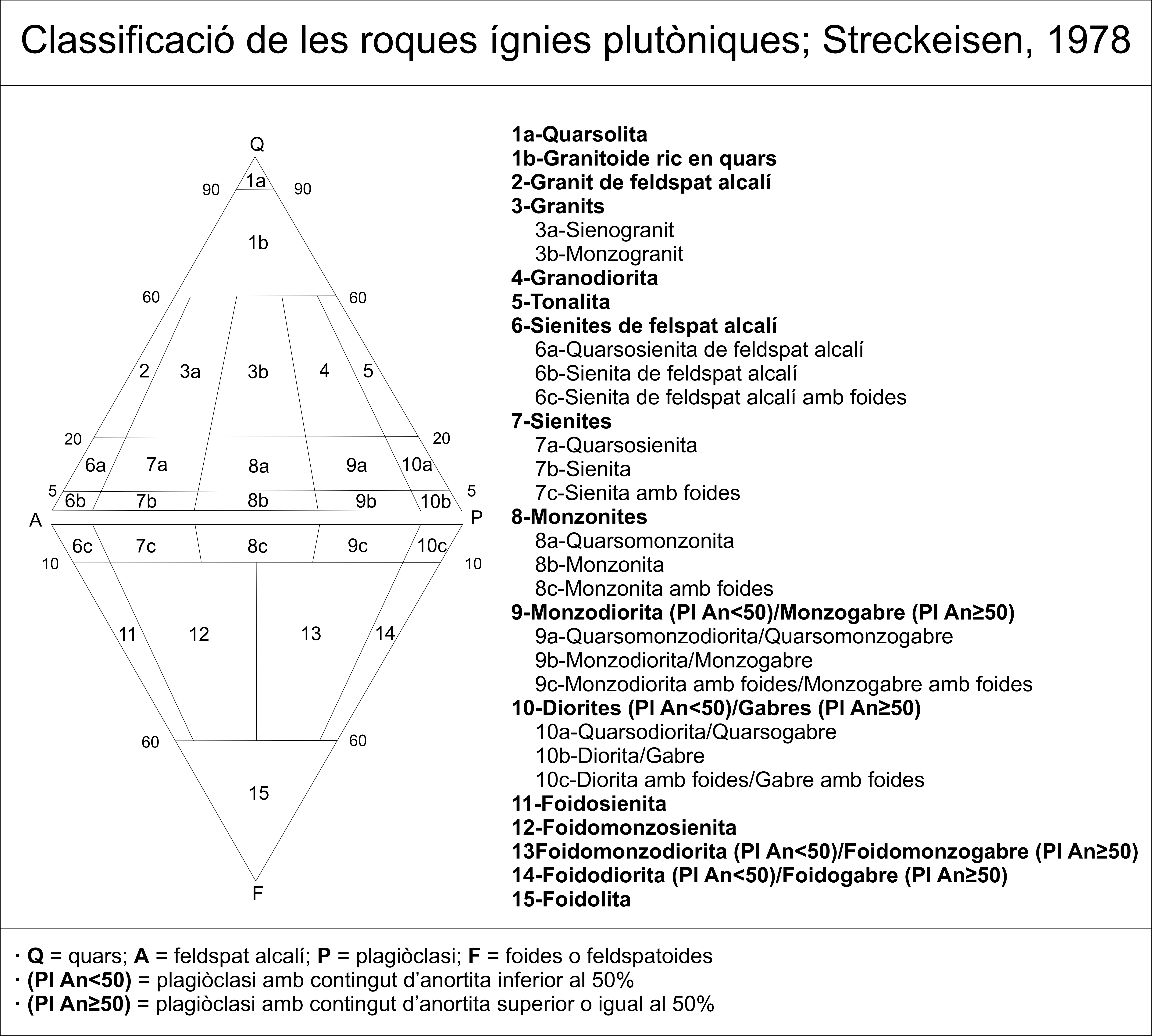
Classificació de les roques ígnies plutòniques segons Streckeisen 1978. La monzonita es troba al lloc 8.

Una monzonita és una roca plutònica d'estructura granulosa composta d'ortosa, feldespat plagioclasa, hornblenda, augita i biotita. La roca volcànica equivalent és la latita. Conté menys del 5% de quars en pes (en cas contrari, és una monzonita quarsífera). El seu nom ve de Monzoni (Itàlia).